# 내비게이션 바

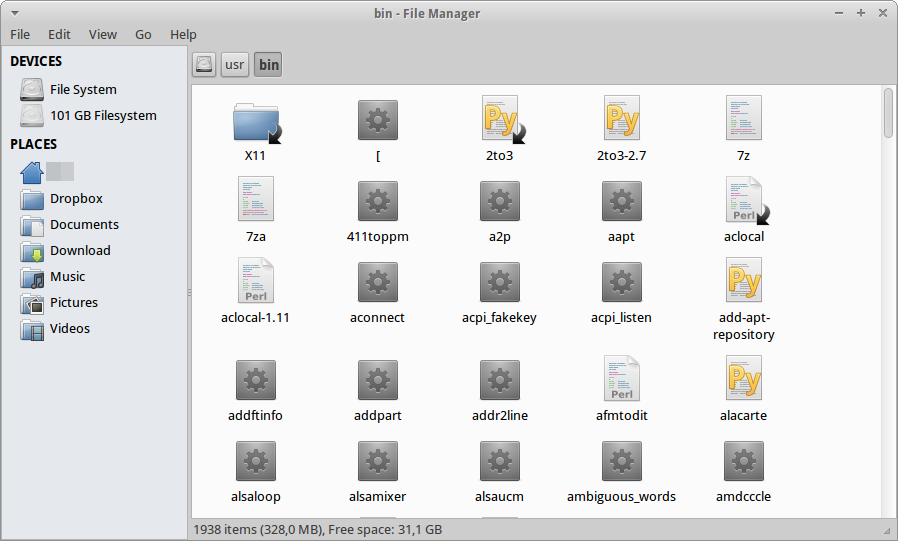
Thunar의 내비게이션 바.

내비게이션 바(navigation bar) 또는 링크 바(link bar)는 웹사이트의 페이지 사이를 탐색하기 위해 하이퍼텍스트 링크를 포함하고 있는 웹 페이지의 하부 영역이다.
웹사이트의 모든 페이지에 나타나거나 적어도 일부 페이지에 나타나는 것이 보통이다. 그러므로 시각적인 매료뿐 아니라 이용성 면에서 웹사이트의 주요 디자인 요소 가운데 하나라고 할 수 있다.

## 같이 보기
- 웹 페이지